# Iwan Mazepa
Iwan Mazepa (ukr. Іван Мазепа), właśc. Jаn Mazepa-Kołodyński herbu własnego (Mazepa) (ur. 20 marca?/30 marca 1639 w Mazepińcach, zm. 21 września?/2 października 1709 w Varnițy) – hetman Wojska Zaporoskiego i Ukrainy Lewobrzeżnej (1687–1709), dyplomata. Kawaler Orderu Orła Białego.
W 1707 roku otrzymał tytuł księcia w Świętym Cesarstwie Rzymskim, co wiązało się z nadaniem herbu książęcego – Mazepa II.

## Życiorys

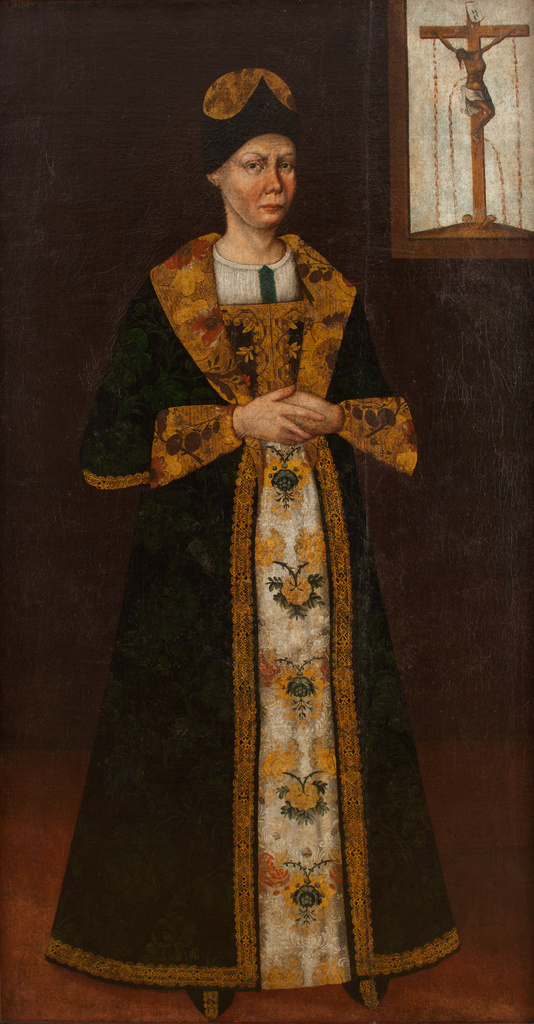
Maria Magdalena Mokijewska, matka Iwana

Urodził się w szlacheckiej rodzinie Mazepa-Kołodyńskich (Koledyńskich) herbu Mazepa (będącego odmianą herbu Kurcz) w ich rodowej wsi Mazepińce, położonej nad rzeczką Kamjanką (dopływem Rosi) koło Białej Cerkwi w powiecie kijowskim na terenie województwa kijowskiego Rzeczypospolitej. W 1544 roku król polski Zygmunt I Stary osadził Mikołaja Mazepę Kołodyńskiego w chutorze Kamieniec nad Kamienką, a w roku w 1572 roku król Zygmunt II August w zamian za zasługi wojskowe wystawił w Warszawie przywilej nadający Michałowi (synowi Mikołaja) majątek szlachecki Mazepińce. Jeden z synów Michała, Teodor (Fedir) Mazepa, był atamanem kozackim i uczestniczył w kozackich powstaniach Kosińskiego i Nalewajki, za co został stracony w Warszawie. Drugi syn, Mikołaj pozostał w majątku i był ojcem Adama Stefana oraz dziadkiem Iwana.
Rodzicami Iwana byli Adam Stefan Mazepa Kołodyński, podczaszy czernihowski, szlachcic na urzędzie Rzeczypospolitej (zm. 1665) i Maryna z domu Mokijewska (1617-1707), szlachcianka z okolic Białej Cerkwi, po śmierci męża prawosławna przeorysza w Ławrze Peczerskiej pod imieniem Maria Magdalena.
Iwan Mazepa Kołodyński kształcił się w Kolegium Mohylańskim w Kijowie, kolegium jezuickim w Warszawie, za rekomendacją ojca został pokojowym Jana Kazimierza, który wysłał go celem kształcenia w podróż do Europy Zachodniej. Na dworze jego adwersarzem był Jan Chryzostom Pasek, który poświęcił Mazepie zjadliwe komentarze w swych Pamiętnikach. W latach 1659–1663 w służbie dyplomatycznej Rzeczypospolitej. W 1663 powrócił na Ukrainę naddnieprzańską w poselstwie, wiozącym buławę hetmańską Pawłowi Teterze, i otrzymał urząd podczaszego czernihowskiego, a także mocno podupadły majątek Mazepińce. W czasie walki o urząd hetmański związał się z obozem późniejszego hetmana Prawobrzeża, Petra Doroszenki. Na jego dworze pełnił funkcję dowódcy gwardii przybocznej, a następnie pisarza generalnego Prawobrzeża.
Podczas misji dyplomatycznej do Chanatu Krymskiego i Turcji został schwytany przez oddział kozacki Hetmanatu lewobrzeżnego. Przekazany hetmanowi Iwanowi Samojłowiczowi, od 1682 pełnił funkcję generalnego esauła Lewobrzeża. W 1687, po usunięciu Samojłowicza z urzędu przez Rosję, pod jej naciskiem został wybrany na hetmana.

Chcąc zyskać przychylność ówczesnego cara Rosji Piotra I, Mazepa zgodził się na udział oddziałów kozackich po stronie Rosji w wojnie rosyjsko-tureckiej i w III wojnie północnej. Nie protestował również przeciw wprowadzeniu wojsk rosyjskich na terytorium Hetmanatu po rozpoczęciu wojny ze Szwecją, mimo negatywnych reakcji społeczeństwa.

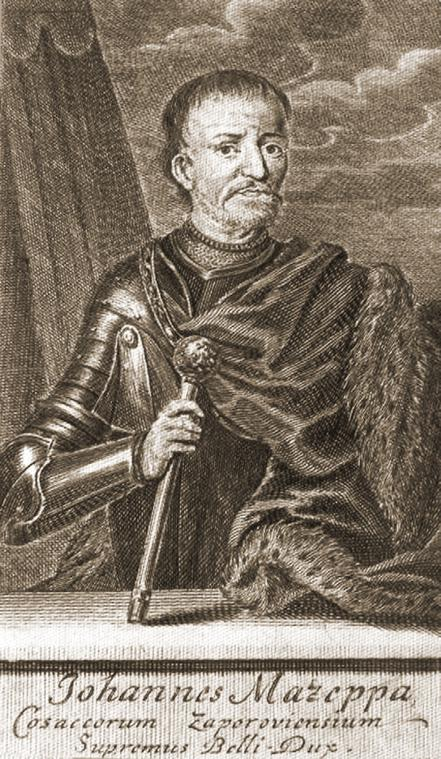
Iwan Mazepa 1706 Miedzioryt Martin Bernigeroth

W sierpniu 1704 i lipcu 1705 na polecenie cara Piotra I miał wspierać zbrojnie Augusta II w walkach ze Szwedami, jednak jego pomoc ograniczyła się do grabienia ziem Rzeczypospolitej, w tym posiadłości Augusta. Znaczna część terenów Ukrainy Prawobrzeżnej została wówczas zajęta przez wojska Mazepy, który dążył do włączenia ich do Hetmanatu, pod pretekstem pacyfikacji powstania Paleja. Faktycznym celem Mazepy było zjednoczenie ziem ukraińskich pod swoim własnym panowaniem.

W 1705, wobec planów Piotra I likwidacji Hetmanatu, Mazepa zmienił front i zaczął prowadzić tajne rozmowy z Rzecząpospolitą i Szwecją, które doprowadziły do zawarcia w 1708 umowy między Mazepą i Stanisławem Leszczyńskim, której gwarantem był Karol XII. Po ujawnieniu porozumienia, wojska Piotra I dowodzone przez Aleksandra Mienszykowa spaliły stolicę Hetmanatu – Baturyn i wymordowały jego mieszkańców, zaś Rosyjska Cerkiew Prawosławna obłożyła Mazepę klątwą, formalnie nieodwołaną do dnia dzisiejszego, choć deklarowaną jako nieobowiązującą.

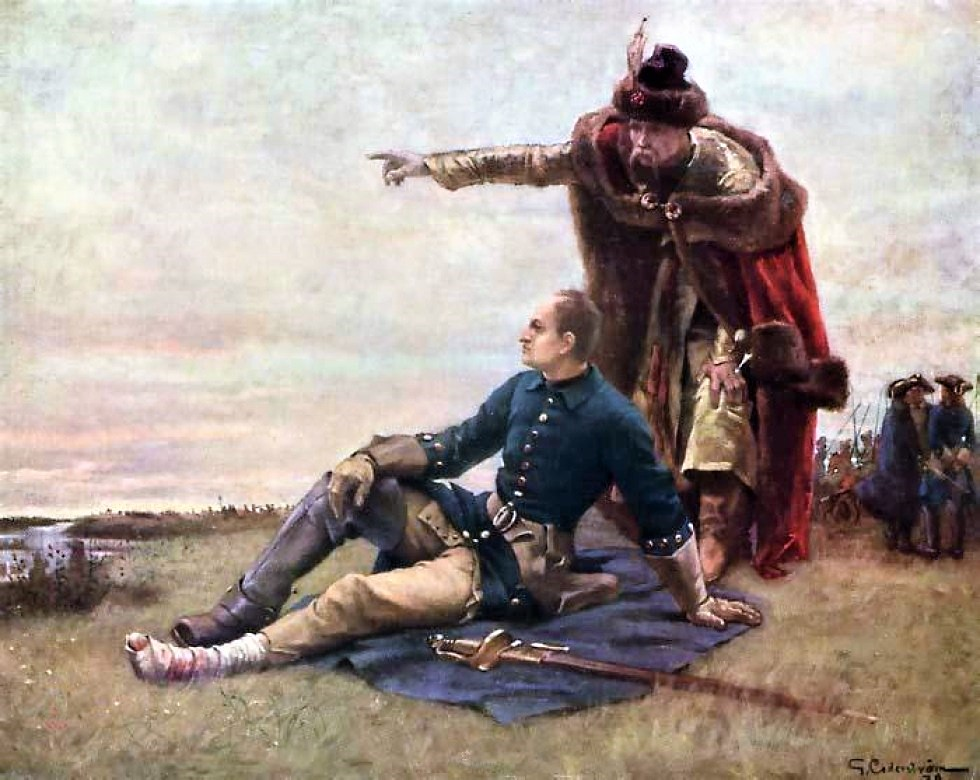
Karol XII i Mazepa nad Dnieprem po bitwie pod Połtawą (autor: Gustaf Cederström)

Po przyłączeniu się do Szwedów, wojska kozackie wzięły udział w bitwie pod Połtawą, gdzie 8 lipca 1709 rozegrała się decydująca bitwa, zakończona wielką klęską wojsk szwedzkich. Mazepa wraz z Karolem XII schronił się na terytorium Imperium Osmańskiego. Zatrzymał się w Varniţy pod Benderami w Hospodarstwie Mołdawskim, gdzie zmarł 2 października 1709. Pół roku później, 16 kwietnia 1710, hetmanem obrany został Filip Orlik. Majątek Mazepińce, będący pod zarządem synowca Mazepy, Andrzeja Wojnarowskiego został skonfiskowany, a Andrzej zesłany do Jakucka. Sam Mazepa został pochowany w cerkwi św. Jerzego w Gałaczu nad Dunajem. Cerkiew została zrujnowana w latach 50. XX wieku, obecne miejsce pochówku prochów hetmana pozostaje nieznane.

## Oceny historyczne

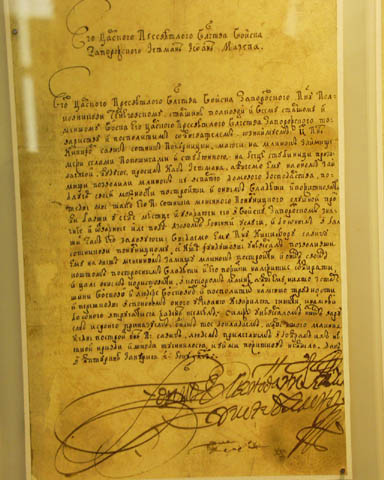
Uniwersał hetmana Mazepy

W historiografii rosyjskiej Iwan Mazepa jest przedstawiany jako zdrajca Rusi i prawosławia. Natomiast w ukraińskiej jako człowiek szerokich horyzontów, który swoje talenty dyplomatyczne starał się wykorzystać jak najlepiej w trudnej sytuacji Hetmanatu, pomiędzy ówczesnymi potęgami europejskimi – Carstwem Rosyjskim, Rzeczpospolitą, Szwecją i Imperium Osmańskim.
Odznaczony Orderem Świętego Andrzeja Pierwozwannogo (1700), Orderem Orła Białego. Рod tytułem Książę Świętego Cesarstwa Rzymskiego z 1707.

## Mecenat Mazepy
Staraniem i sumptem Mazepy powstało wiele budowli w stylu baroku kozackiego, w tym: nowa siedziba Akademii Mohylańskiej, Sobór Sofijski w Kijowie, sobór św. Mikołaja, sobór Objawienia Pańskiego, Cerkiew Nadbramna Św. Trójcy, cerkiew Wszystkich Świętych, cerkiew Narodzenia Najświętszej Bogurodzicy w kompleksie Ławry Peczerskiej w Kijowie i nowe mury Ławry, a także Monaster Wniebowstąpienia Pańskiego w Perejasławiu. Łącznie ponad 40 budynków.

## Upamiętnienie
- Mazepa jest bohaterem wielu dzieł literackich i muzycznych[9][10] począwszy od doby romantyzmu, m.in. George'a Byrona (poemat Mazepa - 1818), Aleksandra Puszkina (poemat Połtawa (1828–1829)), Wiktora Hugo (poemat Mazepa, 1829), Juliusza Słowackiego (dramat Mazepa, 1840), Józefa Bohdana Zaleskiego (Dumka Mazepy wyd. 1825), Bertolta Brechta Ballada o Mazepie, poematu symfonicznego Ferenca Liszta Mazepa (1851), opery Piotra Czajkowskiego Mazepa (1881-1883), wierszy Tarasa Szewczenki i Bohdana Łepkiego.

- W 2001 ukazał się ukraiński film historyczny pt. Modlitwa za hetmana Mazepę (ukr. Молитва за гетьмана Мазепу) w reż. Jurija Ilienki, w którym główną rolę zagrał Bohdan Stupka.

- 21 sierpnia 2009 obok historycznego budynku kolegium w Czernihowie założonego przez Mazepę odsłonięto pomnik hetmana (z brązu i marmuru) autorstwa Giennadija Jerszowa.
- Jego imię nosił pułk konny Armii Czynnej Ukraińskiej Republiki Ludowej[11]
- Imię „Het’man Iwan Mazepa” otrzymała pierwsza z serii korwet typu Ada budowanych w Turcji dla marynarki wojennej Ukrainy, zwodowana 2 października 2022[12].